# Eila Minkkinen

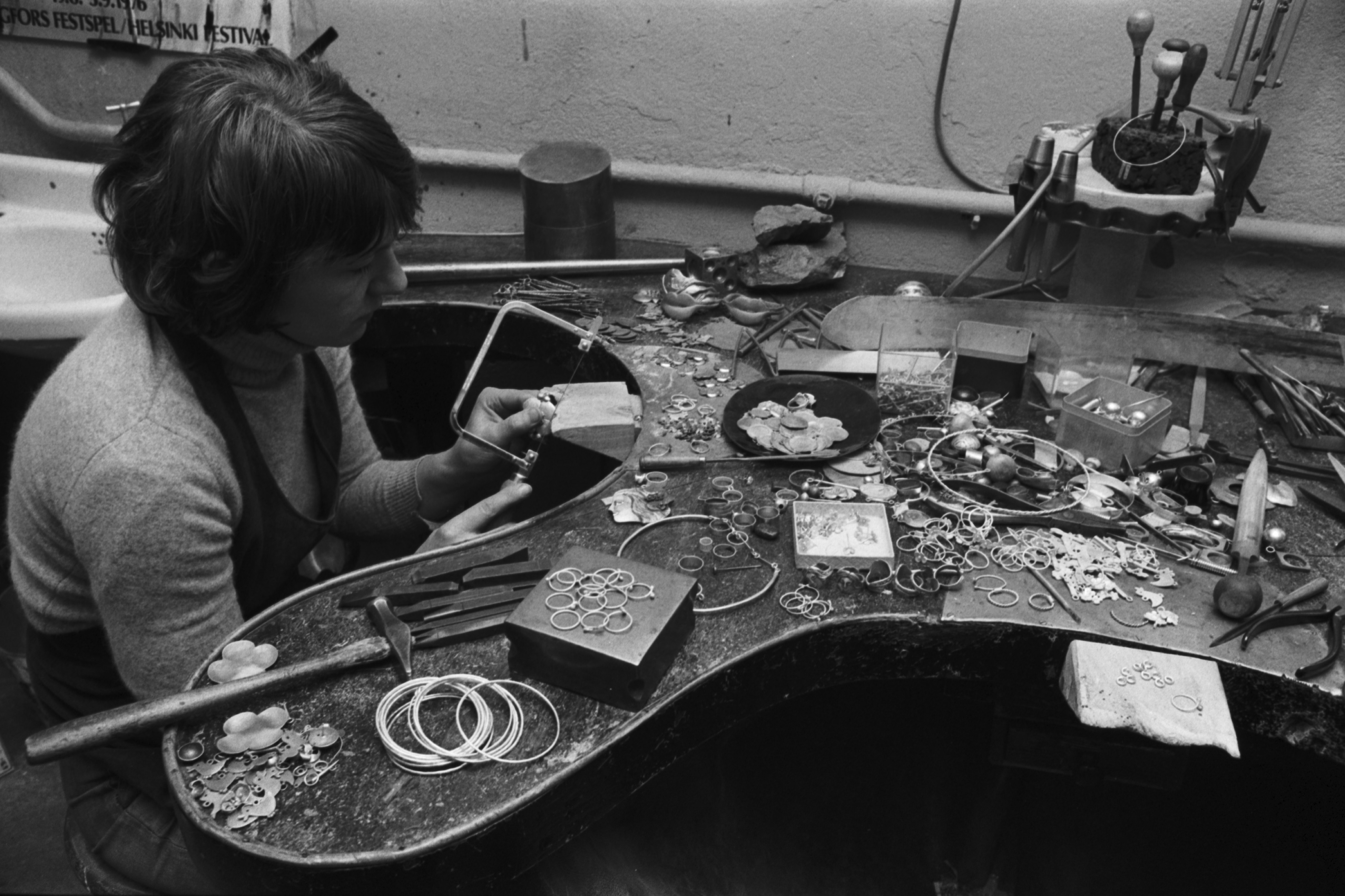
Eila Minkkinen (1976).

Eila Sisko Minkkinen, född 12 januari 1945 i Konginkangas, är en finländsk skulptör. 
Minkkinen studerade 1962–1965 guld- och silversmide, 1961–1964 vid Konstindustriella yrkesskolan och 1965–1969 vid Konstindustriella läroverket samt ställde ut första gången 1969. Hon inledde sin bana på 1970-talet som designer av stora silversmycken och har senare blivit känd för sina skulpturer och reliefer i olika metaller. Hon har prisats för sitt tekniska kunnande, konstnärliga mångsidighet och sitt ständiga sökande efter nya uttrycksformer. Trots att hon vanligen arbetat i det lilla formatet, har hon utfört en rad offentliga konstverk i vilka hon utnyttjat sitt tekniska kunnande om olika metaller och tillämpat gamla metoder. 
Arbeten av Minkkinen finns bland annat i Harjavalta skolcentrum (1987), handelsläroverket i Raumo (1984), Svenska handelshögskolan i Vasa (1991), Lapplands universitet i Rovaniemi (1993), statens kanslihus i Åbo (1997), simhallen i Raumo (1999) och undervisningsministeriet i Helsingfors (2002). Hon har tillhört både konstindustri- (bland annat Taiko) och bildkonstföreningar (Bildhuggarförbundet) samt varit ordförande för konstnärsgillet i Raumo 1984–1988. Hon utsågs 2004 av föreningen Taiko till årets konsthantverkare.